# Охота на воров
«Охота на воров» (англ. Den of Thieves) — американский боевик режиссёра Кристиана Гьюдгэста. В главной роли Джерард Батлер. Премьера фильма в США состоялась 19 января 2018 года, в России — 8 февраля.

## Сюжет
В Лос-Анджелесе на стоянке одного из круглосуточных ресторанов команда налётчиков угоняет бронированный грузовик, пока охранники покупают себе завтрак. Начинается перестрелка, в результате которой охранники погибают. Подоспевшая полиция ввязывается в перестрелку и убивает одного из гангстеров. Остальным преступникам удаётся скрыться.
За дело берётся руководитель элитного полицейского подразделения Департамента шерифа округа Лос-Анджелеса (LASD), детектив отдела по расследованию тяжких преступлений Ник «Большой Ник» О’Брайен, со своей командой. Их удивляет тот факт, что украден был совсем пустой транспортер, не имеющий на борту ничего ценного, но с такой брутальностью и такими тяжёлыми потерями.
После проверки камер наблюдения они идентифицируют местного бармена Донни как одного из преступников. Ник вместе со своими людьми похищает его, чтобы запугать и жестоко допросить. Под давлением Донни признаётся, что он работает в команде некого Рэя Мерримена, но он только водитель и его никогда не посвящают в планы банды. Ник заставляет его сотрудничать под угрозой длительного заключения в тюрьму и отпускает.
Параллельно с этим показано, что хоть Ник и представитель закона и отец семейства, семьянин из него так себе. Периодически он с командой отдыхает со стриптизёршами и девушками лёгкого поведения. После одной из таких вечеринок Ник попался на измене перед женой из-за того, что по ошибке отправил ей СМС, а не своей любовнице.
Как оказывается, бывший морпех Рэй Мерримен, имеющий судимость, и его банда планирует ограбить лос-анджелесское отделение Федерального резервного банка США. В нём находятся списанные банкноты на сумму 30 миллионов долларов США, которые должны быть вскоре уничтожены. Донни, который не рассказал Мерримену о допросе Ника, сообщает второму, что в пятницу в неизвестном месте должно произойти ограбление.
В день ограбления Мерримен и его люди едут в небольшой банк. В остальном очень профессиональная команда берёт заложников, заставляет менеджера открыть сейф и очистить его. Они также вызывают полицию и предъявляют требования. Внезапно банк сотрясается от взрыва и в банк врывается Ник, сопровождаемый своими людьми. Они обнаруживают, что гангстеры проделали дыру в полу хранилища, через которую те сбежали по канализации в центр города.
Тем временем преступники, воспользовавшись преимуществом, проворачивают запланированное ограбление. Ник с командой прибывают к Федеральному резервному банку, замечают Донни и тащат его в машину. Когда его бьют, он выдаёт им место, где собирается банда. Мерримену же сообщают, что их план на грани срыва, так как Донни схватили «фараоны». Они оставляют мусоровоз, на котором должны были вывезти наличное, и грузят мешки с деньгами в другую машину. По улицам Лос-Анджелеса начинается погоня за грабителями.

## В ролях
| Актёры           | Персонажи                                          |
| ---------------- | -------------------------------------------------- |
| Джерард Батлер   | Ник О’Брайен, шериф Лос-Анджелеса                  |
| Пабло Шрайбер    | Рэй Мерримен, бывший морпех, главарь банды         |
| Кёртис Джексон   | Леви Энсон Лево, бывший морпех, один из грабителей |
| О’Ши Джексон мл. | Донни Уилсон, держатель бара и один из грабителей  |
| Ивен Джонс       | Боско Остроман, один из грабителей                 |
| Купер Эндрюс     | Мак, один из банды грабителей                      |
| Морис Комт       | Бенни «Боррачо» Мегалоб                            |
| Каиви Лайман     | Тони З. Запата                                     |
| Ллойд Бэнкс      |                                                    |
| Дон Оливьери     | Дэбби О’Брайен, бывшая жена Ника                   |
| Льюис Тан        | охранник в секретной службе                        |
| Мо Макрей        | Гас Хендерсон, шериф, работающий на Ника           |
| Медоу Уильямс    | Холли                                              |
| Брайан Ван Холт  | Мёрф Коннорс                                       |
| Макс Холлоуэй    | Баз, один из грабителей                            |
| Джей Добинс      | Вольфганг                                          |
| Аликс Лапри      | Малоа                                              |
| Олег Тактаров    | один из грабителей                                 |
| Майкл Биспинг    | работник банка                                     |

## Производство
После более 10 лет, в течение которых этот проект пребывал в разработке, 30 января 2017 года, съёмки наконец-то стартовали в городе Атланте.
Этой работой Кристиан Гьюдгэст («Падение Лондона», «Одиночка»), дал свой режиссёрский дебют, к которому он вместе с Полом Шойрингом — давним партнёром в их продюсерской компании, сам же и написал оригинальный сценарий, основанный на их совместном рассказе.
Русскоязычный трейлер появился 06 декабря 2017 года на сайте Кинопортал Бродвей.
Фильм существует в трёх версиях. В Европе была выпущена театральная версия, которая примерно на 16 минут короче американской. Изначально, фильм представлял собой 148-минутную версию без рейтинга.

## Критика
Фильм получил смешанные отзывы кинокритиков. На сайте Rotten Tomatoes фильм имеет рейтинг 41 % на основе 107 рецензий со средним баллом 5,1 из 10. На сайте Metacritic фильм имеет оценку 49 из 100 на основе 24 рецензий критиков, что соответствует статусу «смешанные или средние отзывы».

## Продолжение
После выхода фильма «Охота на воров» в 2018 году началась разработка продолжения, режиссёром и автором сценария вновь стал Кристиан Гьюдгэст, а также возвращение Джерарда Батлера и О’Ши Джексона-младшего к своим ролям из первого фильма. Первоначально съёмки фильма планировалось начать в 2022 году. Съёмки проходили с апреля по июль 2023 года в Великобритании и на Канарских островах. Для съёмок были преобразованы некоторые аспекты центральных улиц Санта-Крус-де-Тенерифе, например, построены полицейский участок и ювелирный магазин, а местный бар стал похож на французский.
На Каннском кинорынке 2023 года компания Briarcliff Entertainment приобрела права на фильм для проката в США в конце 2024 года, а Sierra/Affinity будет заниматься международным прокатом фильма.